# 有川矢九郎
有川 矢九郎（ありかわ やくろう、1831年10月19日（天保2年9月14日） - 1908年（明治41年）10月3日）は、幕末から明治時代の薩摩藩士、実業家である。実名は貞實。有川矢九郎とも記された。有川彌九郎は、別人である。

## 生涯
薩摩藩海軍に入る。元治元年(1864年)に「胡蝶丸」の艦長、のち薩摩藩海軍軍艦の蒸気船「三邦丸」艦長を務めた。 西郷隆盛が遠島や帰還した際には「胡蝶丸」や「三邦丸」で送迎した。坂本龍馬が妻と新婚旅行で薩摩に旅だった際は「三邦丸」で立ち会っている。
薩英戦争では談合役(参謀)として指揮を執る。勝海舟やフィリップ・フランツ・フォン・シーボルトなどとも交流があった。アーネスト・サトウの日記においては、1865年（慶応元年）の箇所に以下のような記述がある。
「三邦丸」は西郷や大久保利通らを京都に送迎した船でもあった。
戊辰戦争当時は船奉行として藩兵の輸送を担当した。
1872年以降、三邦丸の払い下げを受け、大蔵省から貸与された船も用いて海運業を興し、1877年の台湾出兵に際しては兵員輸送に従事した。主に台湾やフィリピンなどと交易し、実業家としても成功した。このほか、鹿児島県庁生産会社掛にも勤めた経歴を持つ。
遠戚にあたる岩山八郎太直温の二女である糸子を西郷隆盛の妻として紹介した。西郷隆盛の撰文または書になる漢文碑は７基あり、その一つとして1874年9月下旬に揮毫した「有川矢九郎頌徳碑」がある（現在は西郷南洲顕彰館の敷地に移設）。
鹿児島市山下町にあった有川宅の果樹園では柑橘類が栽培されており、1891年（明治24年）に柑橘類の品種の一つである「三月蜜柑」が発見されている。これを記録した文書によると、有川はこの樹木を桜島から大金を投じて移植したという。1914年7月11日（大正3年）、旧制鹿児島高等農林学校の成績優秀者を記念する第3回植樹には、有川邸に植えてあったコルクガシの大樹を校庭に移植したが、その後、枯れた。

## 関連文献
- 鹿児島県姓氏家系大辞典編纂委員会, 竹内理三『鹿児島県姓氏家系大辞典 46』角川書店〈角川日本姓氏歴史人物大辞典〉、1994年。ISBN 4040024605。全国書誌番号:95065109。